# Pereje
Pereje ist ein Ort am Jakobsweg im Westen der Provinz León der Autonomen Gemeinschaft Kastilien-León. 
Er liegt am Fluss Valcarce in der Sierra de Ancares.

## Geschichte

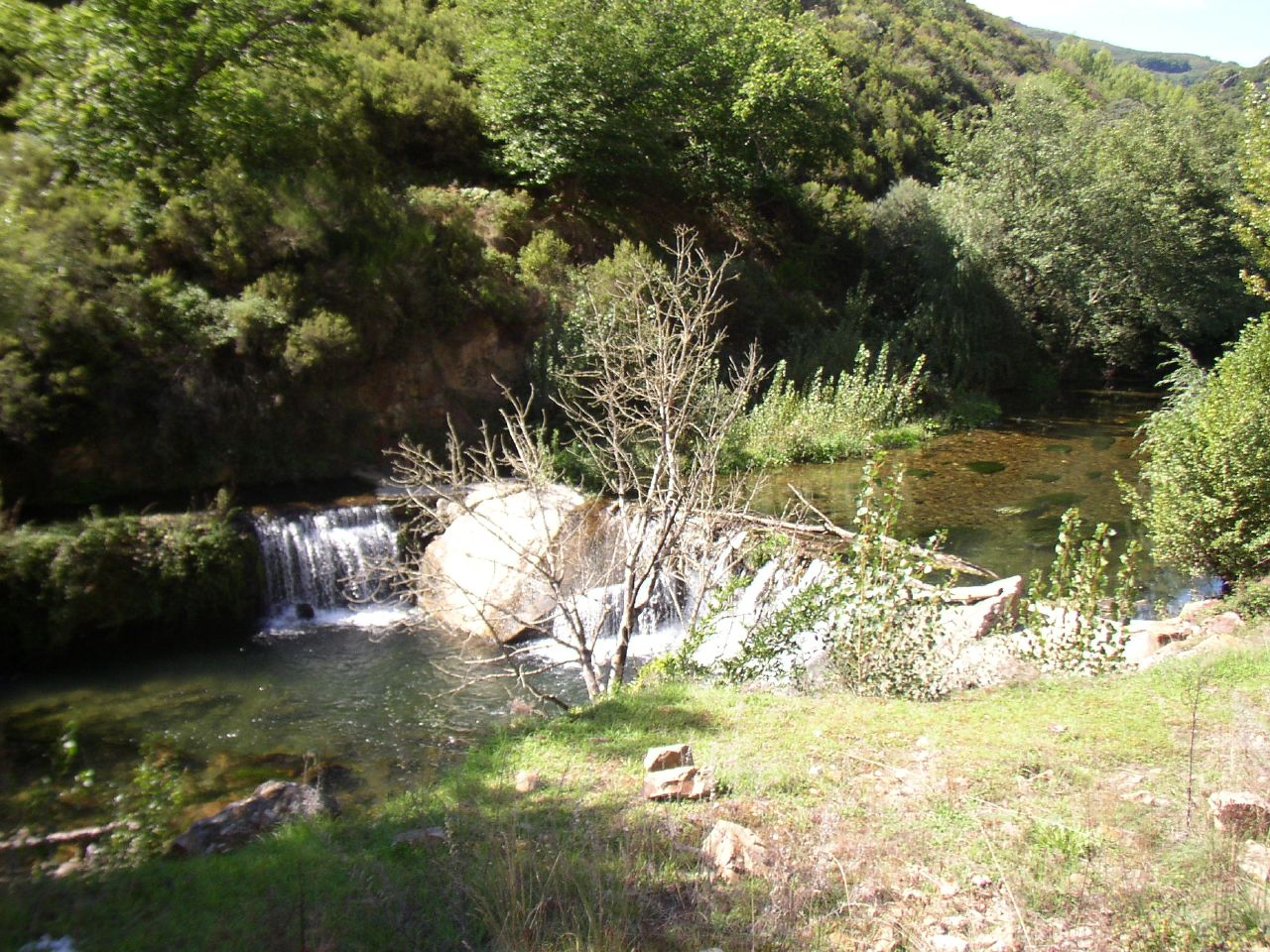
Der Río Valcarce bei Pereje

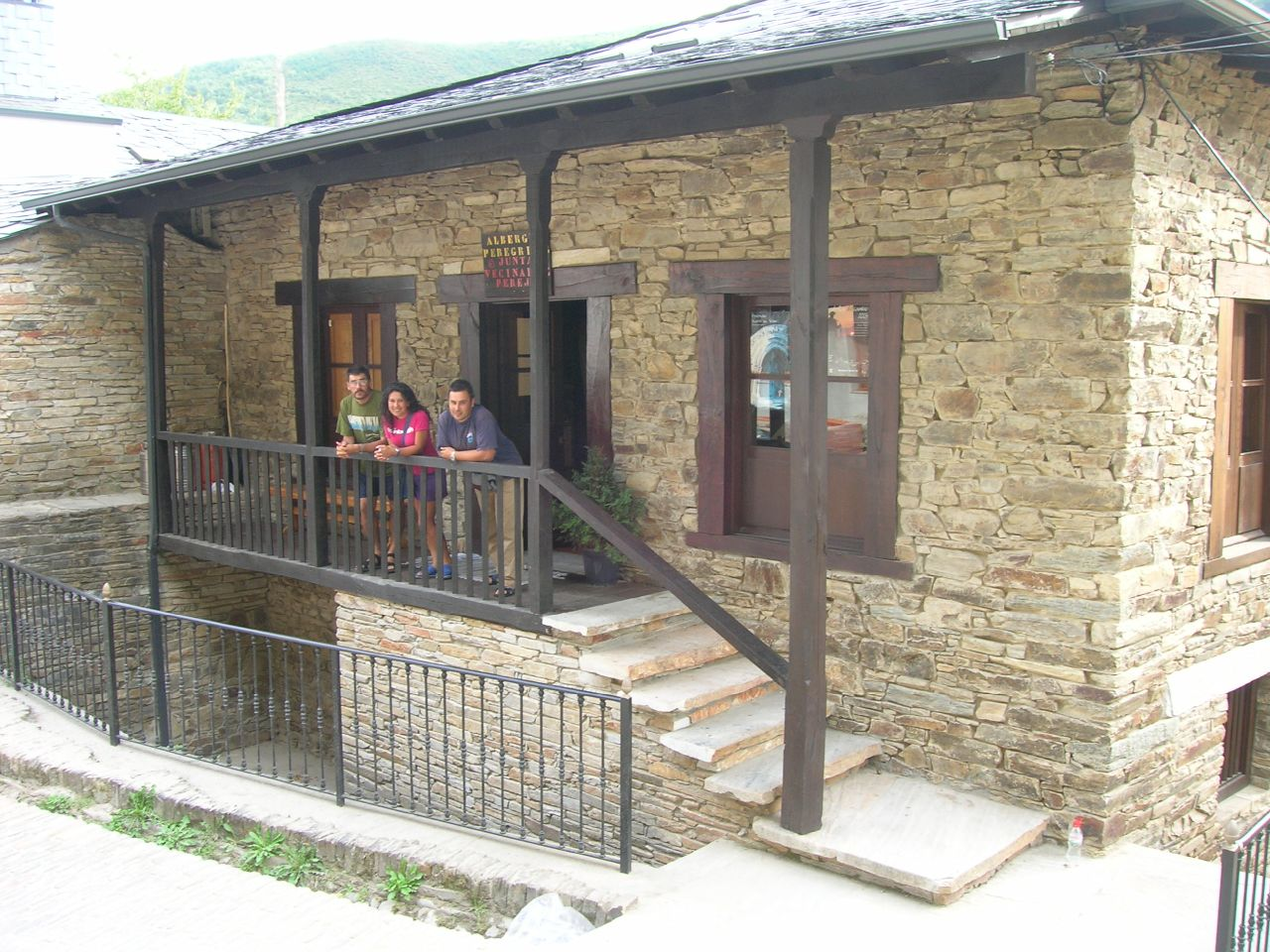
Die heutige Pilgerherberge in Pereje

Die Pilgerherberge in Pereje war Gegenstand eines Streitfalls während des 11. und 12. Jhs. Als Kontrahenten traten die Cluniazensermönche von Santa María de Cruñego in Villafranca und die Mönche des Klosters von O Cebreiro auf, die zur französischen Abtei Saint Girald d'Aurillac gehörten.
Letztere ließen in Pereje eine Kirche und ein Pilgerhospiz errichten, obwohl das Dorf zum kirchlichen Verwaltungsbezirk der Kluniazenser von Villafranca gehörte. Der Streit eskalierte derart, dass neben Papst Urban II. Königin Urraca und  König Alphons IX. von León involviert waren.

## Sehenswürdigkeiten
Das Dorf konnte teilweise sein mittelalterliches Erscheinungsbild bewahren. Erwähnenswert sind die Pfarrkirche Santa María Magdalena, ein altes Pilgerhospiz und das ehemalige Gefängnis. Die lange Tradition des Ortes mit der Jakobuswallfahrt wird heute mit einer Pilgerherberge fortgesetzt.

## Traditionen
Am 17. Januar jeden Jahres feiern die Einwohner des Dorfes zu Ehren San Antonio Abad und der heiligen Magadalena.